# نیت هافمن
نیت هافمن (انگلیسی: Nate Huffman؛ ۲ آوریل ۱۹۷۵ – ۱۵ اکتبر ۲۰۱۵) بازیکن بسکتبال اهل ایالات متحده آمریکا بود. از باشگاه‌هایی که در آن بازی کرده‌است می‌توان به تورنتو رپترز اشاره کرد.